# Heves (županija)
Županija Heves (madžarsko Heves vármegye) je županija na Madžarskem. Upravno središče županije je Eger.

### Mestna okrožja
- Eger  (sedež županije)

### Mesta in večji kraji
- Gyöngyös (33.553)
- Hatvan (23.134)
- Heves (11.522)
- Füzesabony (8.335)
- Lőrinci (6.203)
- Bélapátfalva (3.465)
- Kisköre (3.095)
- Pétervására (2.616)